# Жулиен Алфред
Жулиен Алфред (родена на 10 юни 2001 г.) е спринтьорка от Сейнт Лусия. Тя печели златния медал на летните олимпийски игри през 2024 г. в дисциплината 100 метра, поставяйки нов национален рекорд на родината си от 10,72 секунди във финала. Нейният медал е първият олимпийски медал в историята на Сейнт Лусия на олимпийски игри. Спринтьорката печели и златния медал на 60 метра на Световното първенство по лека атлетика в зала през 2024 г. в Глазгоу (Шотландия).

## Признание
- USTFCCCA[ неясно? ] Национална лекоатлетка на годината на закрито за жени: 2023[1]
- Big 12[ неясно? ] Спортист на годината: 2023[2]